# GEMS COMPANYのさらば、ラジオ。
『GEMS COMPANYのさらば、ラジオ。』は、YouTube「GEMS COMPANY公式チャンネル」で配信していたラジオ番組。2022年3月まではラジオ関西のラジオ放送と、ニコニコ動画「アニたまどっとコムチャンネル」で配信を行っていた。

## 概要
アイドルグループ「GEMS COMPANY」初の冠地上波ラジオ番組。

東ブクロ（さらば青春の光）が塾長となり、生徒であるGEMS COMPANYメンバーを鍛えるトーク塾。
2022年3月26日をもってラジオ関西のラジオ放送とアニたまどっとコムチャンネルの配信を終了。2022年4月よりYouTube公式チャンネルの配信のみになる。
2023年3月25日で最終回を迎えた。2023年4月より後継番組としてYouTube公式チャンネルで「GEMS CRAM SCHOOL!!」がスタート。東ブクロは校長として引き続き出演している。

## 放送・配信時間
- YouTube「GEMS COMPANY公式チャンネル」
  - 2020年4月11日 - 2023年3月25日

毎週土曜日 22:30 更新
- ラジオ関西「アニたまどっとコム」
  - 2020年4月4日 -  2022年3月26日

毎週土曜日 22:00 - 22:30
- ニコニコ動画「アニたまどっとコムチャンネル」
  - 2020年4月11日 - 2022年4月2日

毎週土曜日 22:30 更新

## パーソナリティ
- 東ブクロ(さらば青春の光)
- GEMS COMPANY
  - 2020年4月	奈日抽ねね、一文字マヤ
  - 2020年5月	音羽雫、城乃柚希
  - 2020年6月	水科葵、長谷みこと
  - 2020年7月	有栖川レイカ、音羽雫
  - 2020年8月	星菜日向夏、赤羽ユキノ
  - 2020年9月	長谷みこと、一文字マヤ
  - 2020年10月	奈日抽ねね、城乃柚希
  - 2020年11月	水科葵、音羽雫
  - 2020年12月	長谷みこと、赤羽ユキノ
  - 2021年1月	有栖川レイカ、水科葵
  - 2021年2月	音羽雫、一文字マヤ
  - 2021年3月	星菜日向夏、奈日抽ねね
  - 2021年4月	水科葵、長谷みこと
  - 2021年5月	音羽雫、赤羽ユキノ
  - 2021年6月	奈日抽ねね、一文字マヤ
  - 2021年7月	星菜日向夏、有栖川レイカ
  - 2021年8月	長谷みこと、水科葵(#71-72)、小瀬戸らむ(#73-74)
  - 2021年9月	赤羽ユキノ、音羽雫
  - 2021年10月	一文字マヤ、小瀬戸らむ
  - 2021年11月	奈日抽ねね、有栖川レイカ
  - 2021年12月	音羽雫、長谷みこと
  - 2022年1月	星菜日向夏、小瀬戸らむ(#92-94)、有栖川レイカ(#95-96)
  - 2022年2月	奈日抽ねね、水科葵
  - 2022年3月	音羽雫、一文字マヤ
  - 2022年4月	有栖川レイカ、小瀬戸らむ
  - 2022年5月	水科葵、赤羽ユキノ
  - 2022年6月	星菜日向夏、一文字マヤ
  - 2022年7月	奈日抽ねね、音羽雫
  - 2022年8月	長谷みこと、赤羽ユキノ
  - 2022年9月	有栖川レイカ、小瀬戸らむ
  - 2022年10月	星菜日向夏、音羽雫
  - 2022年11月	奈日抽ねね、水科葵
  - 2022年12月	一文字マヤ、長谷みこと
  - 2023年1月	水科葵、小瀬戸らむ
  - 2023年2月	赤羽ユキノ、奈日抽ねね
  - 2023年3月	長谷みこと、音羽雫

## ゲスト
- #84(2021年11月6日) 暁月クララ
- #116(2022年6月18日) 燈舞りん(まりなす（仮）)

## コーナー
- オープニング
  - ふつおた
- 1限目（週替わり）
  - 塾長あのね
  - フリートークBOX
- 2限目
  - 電話で三者面談!!
  - ゲストさん！らっしゃいませ～
- 終了したコーナー
  - じぇむかんトーク塾
  - ジェムカンをもっと知ってもらう為の対策授業「ジェムカンPRクラス」
  - ジェムカン愛を示せ！「ジェムファンの叫び」
  - ここで一句「ジェムカン五七五」